# Ковасна (повіт)
Ковасна — жудець у центральній Румунії на західних схилах Східних Карпат та Трансильванському плато. Адміністративний центр — місто Сфинту-Георге.

## Господарство
Ковасна дає 0,5 % валової промислової продукції країни та 1,1 сільськогосподарської продукції. Найбільше розвинена харчова промисловість, її частка становить 29 % усієї промислової продукції повіту.
Працюють підприємства деревообробної (26 %), текстильної (18 %) промисловості. проводиться видобуток лігнітів (міста Кепені, Виргиш).
У сільському господарстві культивуються пшениця, ячмінь, льон, цукровий буряк.

## Адміністративний поділ
Жудець поділено на 2 муніципії, 3 міста та 33 комуни.

### Муніципії
- Сфинту-Ґеорґе
- Тирґу-Секуєск

### Міста
- Ковасна
- Барот
- Бодзафордуло (рум. Întorsura Buzăului)